# Aleksandr Bol'šakov
Aleksandr Nikolaevič Bol'šakov (in russo Александр Николаевич Большаков?; Leningrado, 27 agosto 1946) è un ex cestista sovietico, dal 1992 russo.

## Carriera
Con l'Unione Sovietica ha conquistato il titolo mondiale nell'edizione 1974, e l'argento agli Europei 1975. Con lo Spartak Leningrado ha vinto il campionato sovietico nel 1975 e la Coppa delle Coppe nel 1972-1973 e nel 1974-1975.

## Palmarès
- Campionato sovietico: 1

Spartak Leningrado: 1974-75
- Coppa delle Coppe: 2

Spartak Leningrado: 1972-73, 1974-75